# Castelfranco Piandiscò
Castelfranco Piandiscò är en kommun i provinsen Arezzo i regionen Toscana i Italien. Kommunen hade 9 828 invånare (2018).
Kommunen Castelfranco Piandiscò bildades den 1 januari 2014 genom en sammanslagning av de tidigare kommunerna Castelfranco di Sopra och Pian di Sco.